# Jules-René Hervé

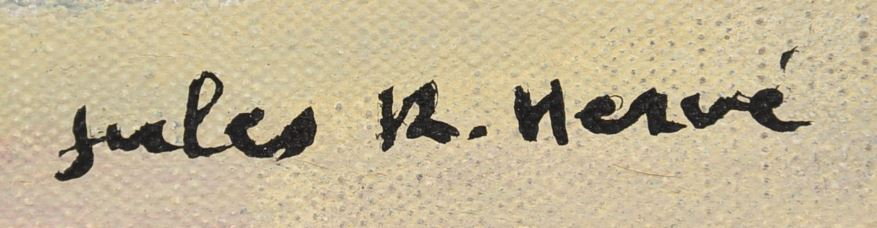
Signatur Jules-René Hervé

Jules-René Hervé (* 14. April 1887 in Langres, Frankreich; † 1981) war ein französischer Maler des Impressionismus.

## Leben
Jules Hervés Vater war ein ehemaliger Seminarist; sein Onkel Jules Alfred Hervé war ein Kunstlehrer. Hervé studierte anfänglich Zeichnen und Malerei am Collège Diderot in Langres; 1908 zog er nach Paris, wo er an der École nationale supérieure des arts décoratifs bei Fernand Cormon und Jules Adler sein Studium fortsetzte. Von 1911 bis 1943 unterrichtete er Malerei.
In Paris stellte Hervé 1910 zum ersten Mal auf dem Salon des Artistes Français der Société des Artistes Français aus. 1914 erhielt er die Silbermedaille auf dem Salon des Artistes Français. Hervés Teilnahme am Ersten Weltkrieg unterbrach seine Malerkarriere.
Im Jahr 1924 erhielt er ein Stipendium der französischen Regierung und bereiste Europa. 1925 erhielt er die Goldmedaille des Salons, und auf der Weltfachausstellung Paris 1937 eine Goldmedaille. Der Salon des Artistes Français wählte ihn zum Vizepräsidenten. Danach zog sich Hervé aus dem öffentlichen Leben zurück, wobei sich seine Kunst vom Zeitgeist entfernte.

## Werke (Auswahl)
Hervé malte impressionistische Szenen des Pariser Lebens sowie viele Ansichten seiner Heimatstadt Langres, besonders des dortigen Vororts Brévoines. Er war bekannt für seine Szenen aus religiösen Prozessionen.
- Notre Dame de Paris
- La Brocante à Montmartre
- Les Jardins Tuileries
- Paris Seine la Neige
- Paris Montmartre Sacre Coeur
- Salle de dance, 1925
- La lecture
- Champs Élysées, um 1970
- Jeux d'Enfants Sous La Neige
- Coin de l'Opera
- La Madelaine
- Les Invitees
- Dimanche Apres Midi
- Banquet de Noces
- Au bord de l'eau
- Les lavandières
- La place de la Concorde
- La passerelle des Arts, vue du Pont Neuf
- Clown au piston
- Dans le jardin à Barnes

## Museen
Hervés Arbeiten werden unter anderen in folgenden Museen gezeigt:
- Musée des Beaux-Arts de la Ville de Paris
- Musée des Beaux-Arts d'Annecy
- Art Institute of Chicago
- Dahesh Museum, New York
- Musée d'art et d'histoire de Langres
- Musée des Baux-Arts de Tourcoing
- Musée d’art moderne de Saint-Étienne
- Musée des Beaux-Arts, Dijon